# Żdanów (województwo dolnośląskie)

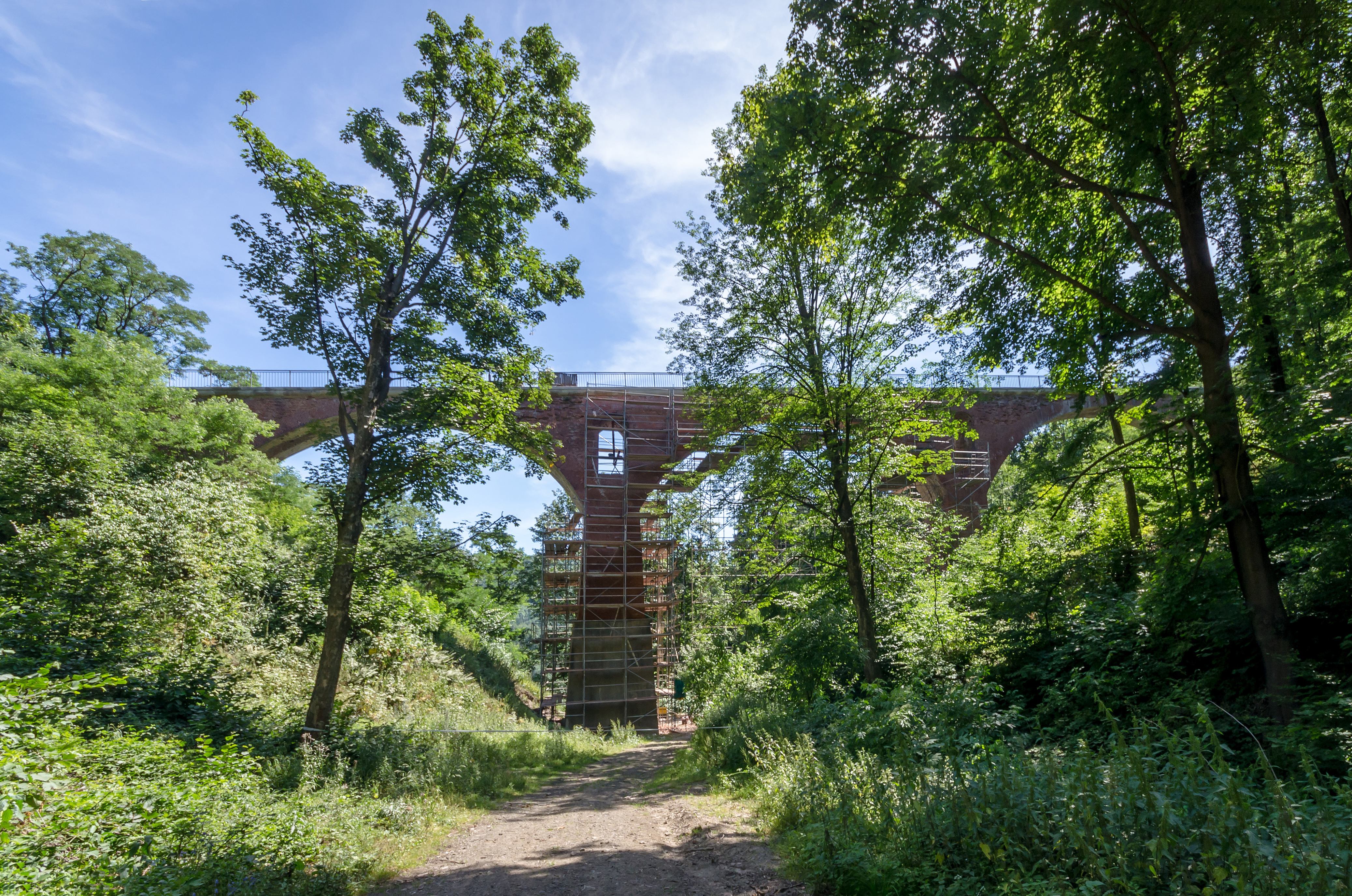
Wiadukt Żdanowski kolei sowiogórskiej

Żdanów – wieś w Polsce położona w województwie dolnośląskim, w powiecie ząbkowickim, w gminie Stoszowice.

## Położenie
Żdanów to niewielka wieś leżąca w Kotlinie Żdanowa, wcinającej się w północno-wschodnią krawędź Grzbietu Zachodniego, na wysokości około 410–480 m n.p.m.

## Podział administracyjny
W latach 1975–1998 miejscowość należała administracyjnie do województwa wałbrzyskiego.

## Historia
Żdanów powstał przed 1330 rokiem, do 1810 roku miejscowość należała do cystersów z Henryków. W pierwszej połowie XIX wieku wieś kupił Anton Halfer. W 1640 roku w Żdanowie były 63 budynki, w tym: szkoła, młyn wodny, leśnictwo i sześćdziesiąt sześć warsztatów tkackich. Pod koniec XIX wieku w miejscowości powstała gospoda obsługująca między innymi turystów. Na początku XX wieku poprowadzono tutaj linię kolei sowiogórskiej.
Od 1945 roku Żdanów powoli wyludnia się ze względu na trudne warunki naturalne dla rolnictwa oraz brak możliwości zatrudnienia poza rolnictwem. W 1978 roku było tu 40 gospodarstw rolnych, w 1988 roku ich liczba zmalała do 27.  

## Zabytki
Do wojewódzkiego rejestru zabytków wpisane są:
- kościół pw. św. Sebastiana z 1722 roku[5] - nr rej. A/1932/1037/WŁ z 10.09.1984,
- wiadukty dawnej kolei sowiogórskiej: Żdanowski i Srebrnogórski (znajdują się nad Żdanowem, tuż poza jego granicami administracyjnymi, przypisane w rejestrze zabytków do Srebrnej Góry), ceglane - nr rej. A/971 z 11.09.2006,
- most wiszący (znajdujący się w granicach Żdanowa, lecz w rejestrze zabytków przypisany do Srebrnej Góry), stalowy - nr rej. A/971 z 11.09.2006.

Inne zabytki:
- liczne domy z XIX wieku, przykłady tradycyjnej architektury sudeckiej[5].

## Szlaki turystyczne
Przez Żdanów przechodzi  szlak turystyczny ze Srebrnej Góry do Barda.